# Vale do Ziller (Zillertal)

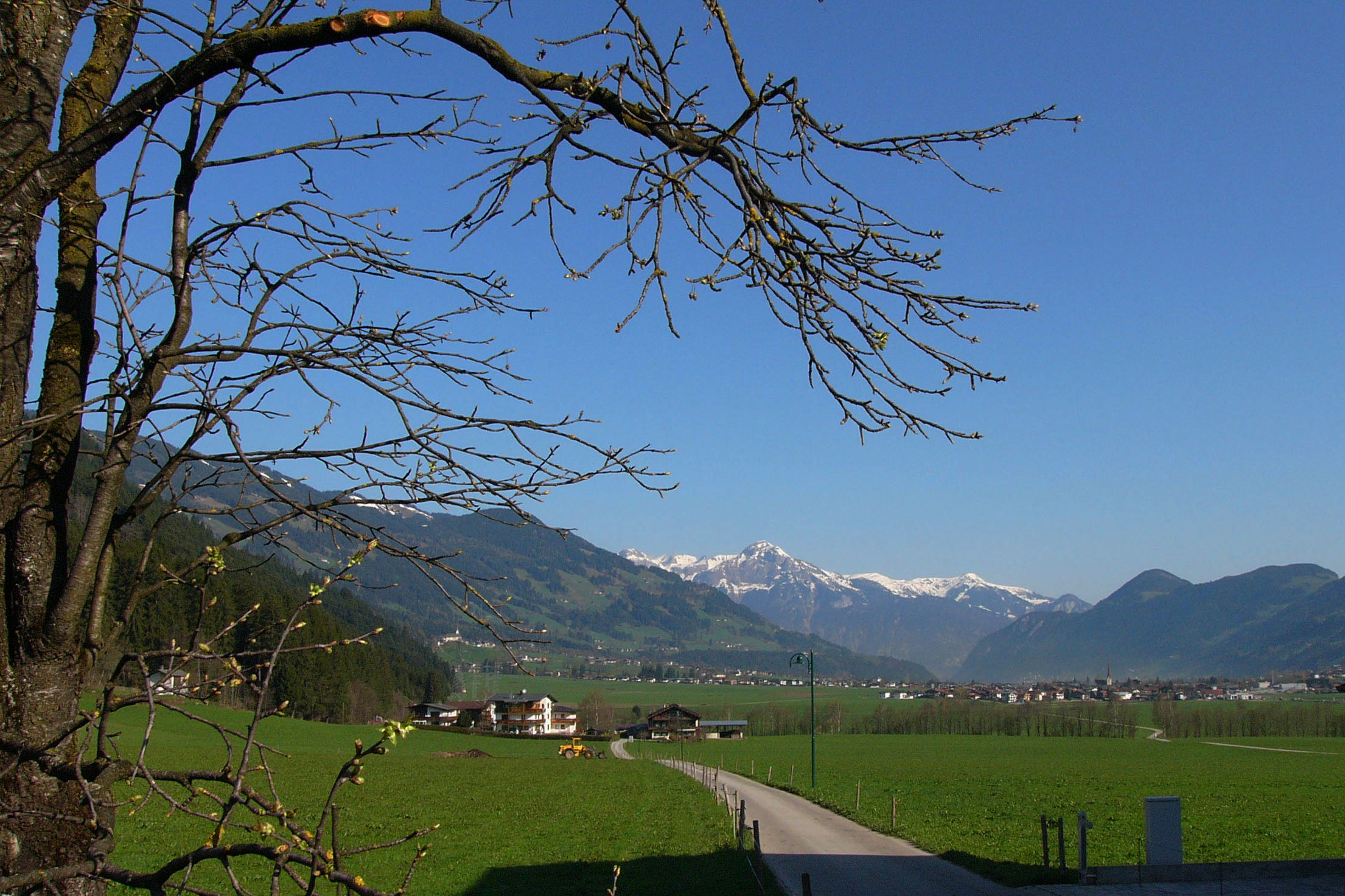
Uderns no Vale do Zillertal

O Vale do Ziller ou Zillertal (em alemão: Zillertal) é um vale localizado no Tirol, Áustria, drenado pelo rio Ziller. Este é o maior vale situado a sul do Vale Inn (em alemão: Inntal) e dá o seu nome aos Alpes de Zillertal, uma secção fortemente glaciada dos Alpes onde se encontra. [4] A oeste situam-se os Alpes de Tux, enquanto a leste se encontram os cumes mais baixos dos Alpes de Kitzbühel.
O Zillertal é uma das áreas de vale do Tirol mais visitadas pelos turistas. Seu maior assentamento é Mayrhofen.

## Geografia

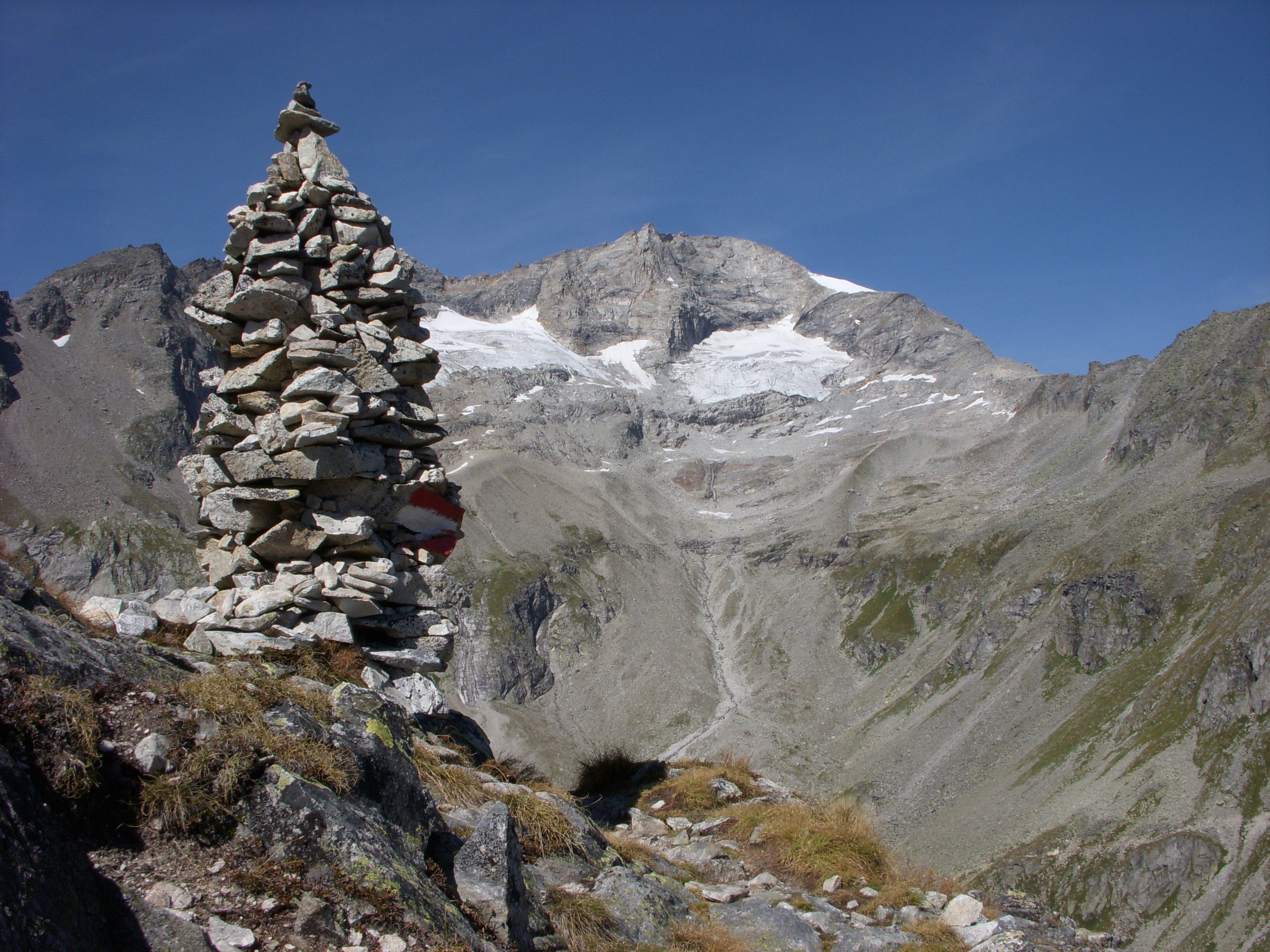
Alpes Zillertal : face sul do Olperer

O Zillertal ramifica-se a partir da trincheira do Inn, nas proximidades de Jenbach, a cerca de 40 km a nordeste de Innsbruck, estendendo-se principalmente na direção norte-sul. O vale propriamente dito estende-se desde a vila de Strass até Mayrhofen, onde se divide em quatro vales menores: o vale de Tux e os pouco povoados Gründe – Zamsergrund, Zillergrund e Stilluppgrund. Ao longo do percurso, mais dois Gründe, bem como o vale de Gerlos, que conduz ao Passo de Gerlos e a Salzburgo, também se ramificam.
Ao contrário de outros vales laterais do Inntal, o Zillertal apresenta uma inclinação constante, mas ligeira, ao longo de toda a sua extensão – cerca de apenas 100 metros ao longo de mais de 30 quilómetros. Os assentamentos permanentes ocupam aproximadamente 9% de toda a área dos municípios situados no Zillertal.

## História
Nas proximidades do Tuxer Joch, uma passagem entre o Wipptal e o vale de Tux, foram encontrados vestígios arqueológicos que remontam ao período Mesolítico (Idade da Pedra Média). Os vestígios mais antigos de ocupação no Zillertal datam dos tempos dos ilírios, uma tribo oriunda da Península Balcânica, que habitou a região no final da Idade do Bronze e início da Idade do Ferro. Posteriormente, esta população foi assimilada pelos bávaros (Baiuvarii).
O primeiro registo escrito do Zillertal data do ano 889, quando Arnulfo da Caríntia concedeu terras ao arcebispo de Salzburgo na região designada como Cilarestale.  A propriedade do vale foi dividida ao longo do Rio Ziller, uma divisão que ainda hoje é visível. As igrejas situadas na margem direita do rio possuem, em geral, torres verdes e pertencem à Diocese de Salzburgo, enquanto as igrejas da margem esquerda têm torres vermelhas e estão subordinadas à Diocese de Innsbruck.
Em 1248, as terras a oeste do Rio Ziller foram adquiridas pelos Condes do Tirol, enquanto as terras a leste do rio foram entregues como garantia aos mesmos Condes pelos Lordes de Rattenberg, entre 1290 e 1380. Em 1504, com o Condado do Tirol e o Arcebispado de Salzburgo sob o controlo dos Habsburgos, o Zillertal foi unificado pelo imperador Maximiliano e colocado sob uma administração conjunta entre Tirol e Salzburgo.
Em 1805, o Tratado de Pressburg, que encerrou a Guerra da Terceira Coligação, obrigou a Áustria a ceder o Tirol à Baviera. Para os fins deste tratado, o Zillertal foi considerado parte de Salzburgo e, consequentemente, permaneceu sob domínio austríaco. Apesar disso, a população do Zillertal juntou-se à Rebelião Tirolesa liderada por Andreas Hofer, participando na Batalha da Ponte Ziller a 14 de maio de 1809. No entanto, ainda nesse ano, a insurreição foi derrotada, e o Zillertal passou temporariamente para o controle da Baviera, até ao Congresso de Viena entre 1814 e 1815.

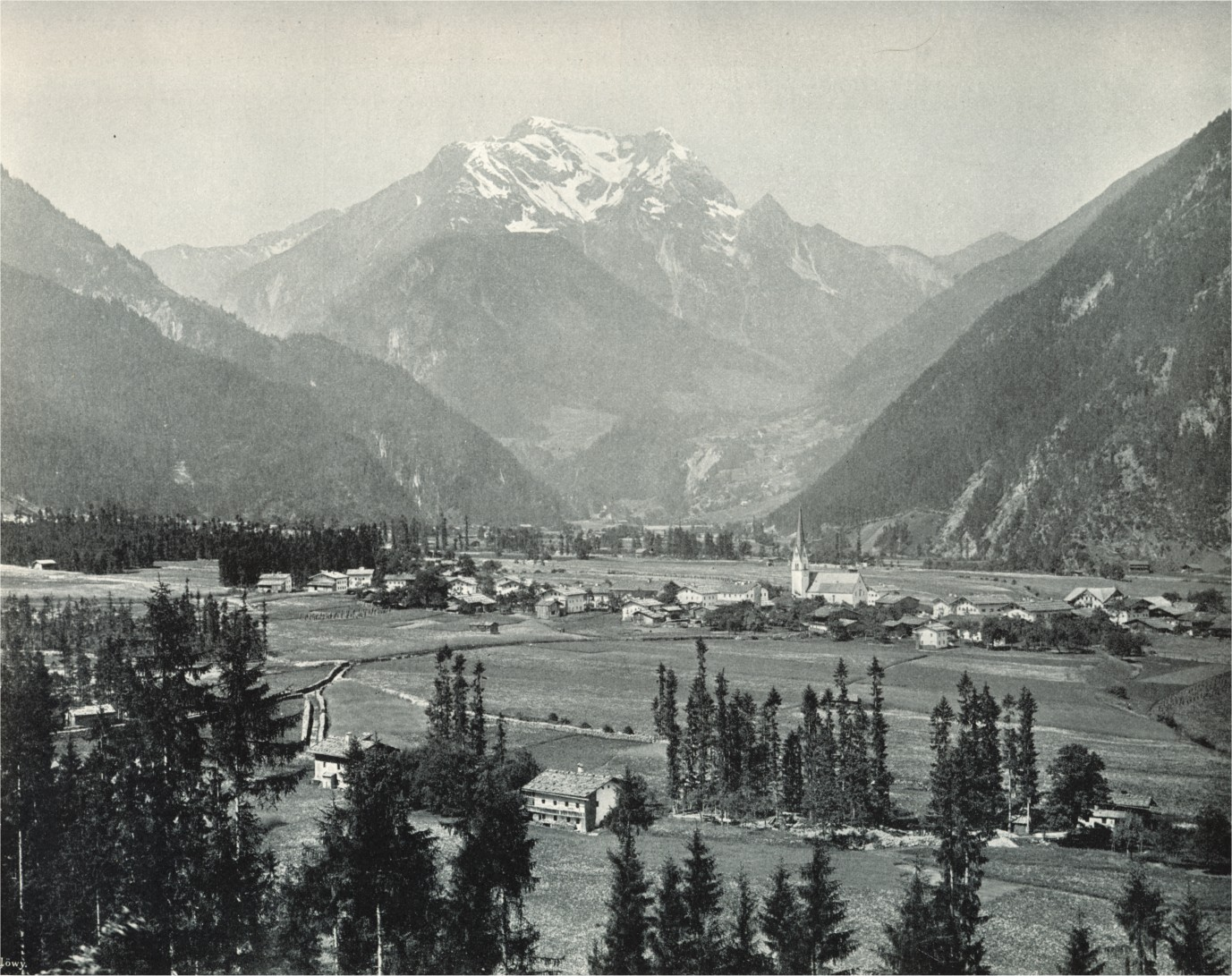
Zillertal c. 1898

Embora a postura relativamente tolerante dos arcebispos de Salzburgo tenha permitido o surgimento de pequenos núcleos de protestantismo nas suas terras desde a Reforma Protestante, os protestantes que permaneciam foram alvo de maior opressão sob o domínio dos Habsburgos no século XIX. Em 1837, 437 habitantes protestantes do Zillertal foram obrigados a abandonar a região após receberem a opção de renunciar à Confissão de Augsburgo ou emigrar para a Silésia. Nesta última, Frederico Guilherme III da Prússia ofereceu-lhes terras e moradias na área de Erdmannsdorf (hoje Mysłakowice, no oeste da Polónia).
Em 1902, foi construída a Ferrovia do Vale do Ziller, que ainda hoje liga Jenbach a Mayrhofen, abrindo o vale – cuja economia antes dependia principalmente da agricultura e da mineração – para o comércio e o turismo. De 1921 a 1976, o carbonato de magnésio (e, posteriormente, o tungsténio) foram extraídos nas áreas alpinas de Schrofen e Wangl Almen, acima do Tuxertal. Para transportar o minério até a estação de mercadorias da Ferrovia do Vale do Ziller no vale abaixo, utilizava-se um teleférico com mais de 9 km de comprimento.
O Vale do Ziller era conhecido pelos seus comerciantes itinerantes, "médicos rurais" e famílias cantoras. Na segunda metade do século XIX, abrigos foram construídos e trilhas foram estabelecidas à medida que a escalada se tornava um desporto popular. O desenvolvimento da região para o turismo começou em 1953/1954 com a construção da área de esqui de Gerlosstein, hoje conhecida como Zillertal Arena, rapidamente seguida pela instalação de outros teleféricos e pela inauguração do Mayrhofner Penkenbahn em 1954. A utilização da energia hidráulica ganhou impulso na década de 1970.

## Economia

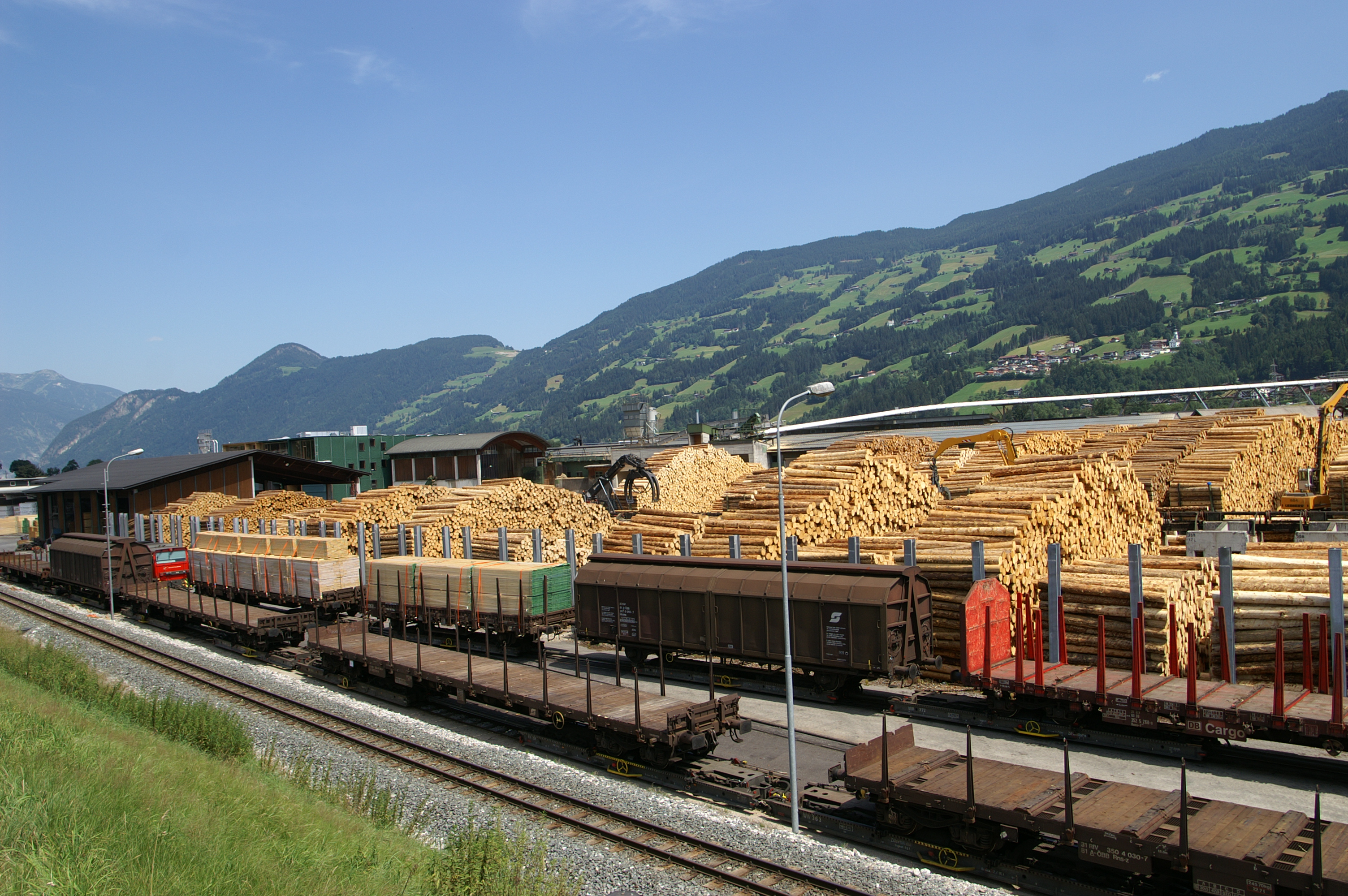
Uma serra em Fügen e trem de carga na ferrovia do Vale Ziller em 2007

Na segunda metade do século XX, após o fim da mineração no vale, o turismo tornou-se a principal atividade económica da região. Em 2003, os turistas permaneceram um total de 6 milhões de noites no vale, principalmente durante as férias de desportos de inverno. Após uma fase de fusões por meio da construção de teleféricos de ligação nas décadas de 1990 e início de 2000, a região conta agora com quatro grandes áreas de esqui, sendo a maior delas a Zillertal Arena, além de três áreas satélites menores no vale. Juntas, essas áreas oferecem um total de mais de 170 elevadores e mais de 630 km de pistas.
A agricultura tradicional – principalmente a criação de gado, a produção de laticínios e algumas ovelhas nas pastagens de Alm – continua a ser muito prevalente na região. As grandes serrarias ao redor da vila de Fügen são um sinal da importância da indústria madeireira, que também desempenha um papel significativo. A periferia da área abriga várias fábricas. Quatro grandes reservatórios nos Gründe fornecem água para um total de oito centrais hidroeléctricas, que geram pouco mais de 1.200 GWh por ano.

## Cultura
O Zillertal é especialmente conhecido pela sua tradição musical. Várias famílias de cantores itinerantes e construtores de órgãos da região são creditadas por ter difundido a canção de Natal Noite Feliz pelo mundo durante o século XIX e início do século XX. Mais recentemente, a banda Schürzenjäger alcançou grande sucesso nos países de língua alemã com a sua fusão de Volksmusik e pop.

## Religião

### Igreja católica
A maioria da população são adeptos ao ramo do catolicismo, que desempenha um papel importante na vida sociocultural. 

### Protestantismo
Após a Reforma, desenvolveu-se um movimento protestante ativo no Vale do Ziller. Esse movimento gerou animosidade por parte da Igreja Católica, culminando no êxodo forçado dos protestantes do vale em 1837.  Atualmente, existem algumas congregações protestantes menores em Mayrhofen, [2] Jenbach [3] e Schwaz.

## Galeria

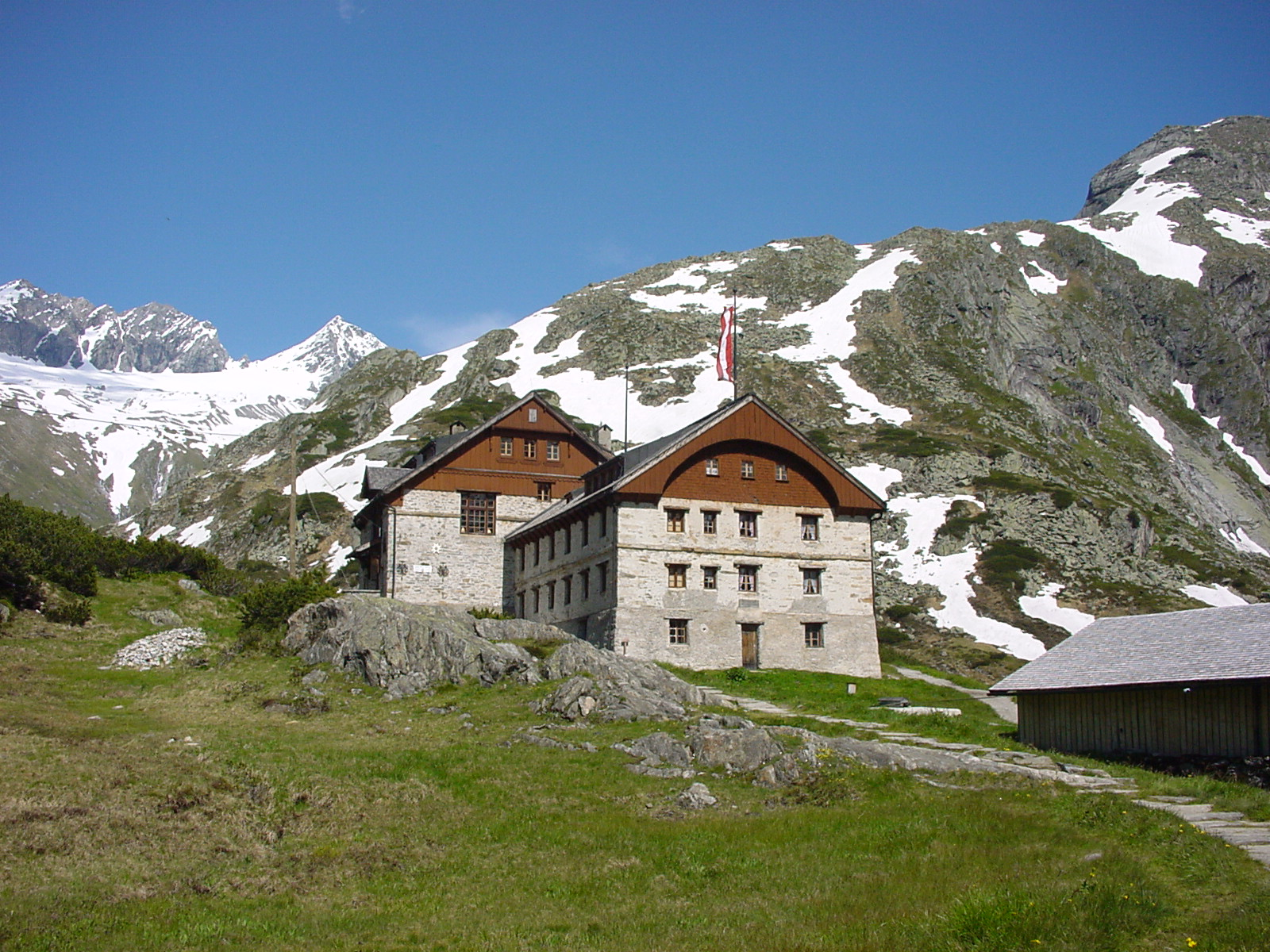
Cabana de Berlim
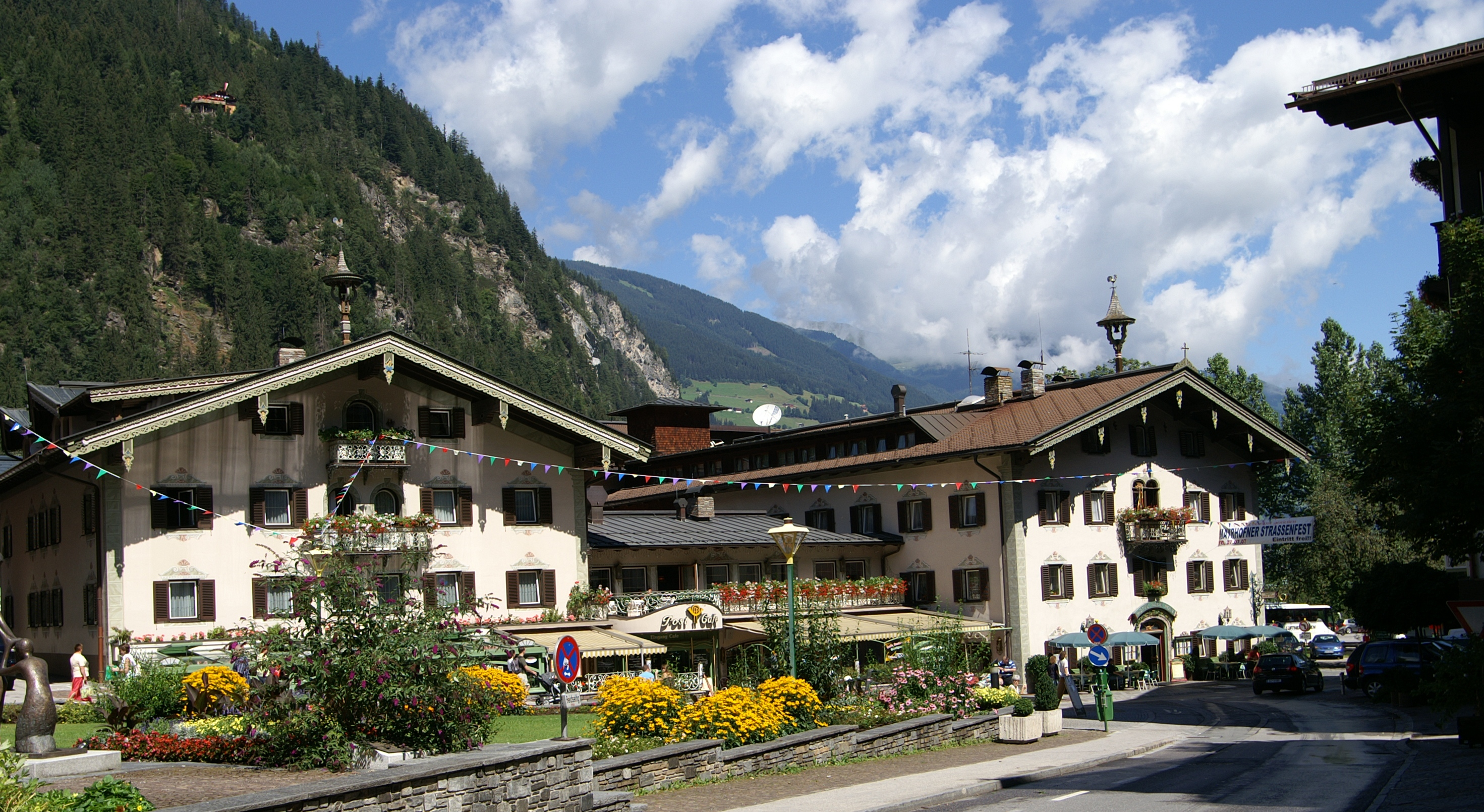
Novo posto em Mayrhofen
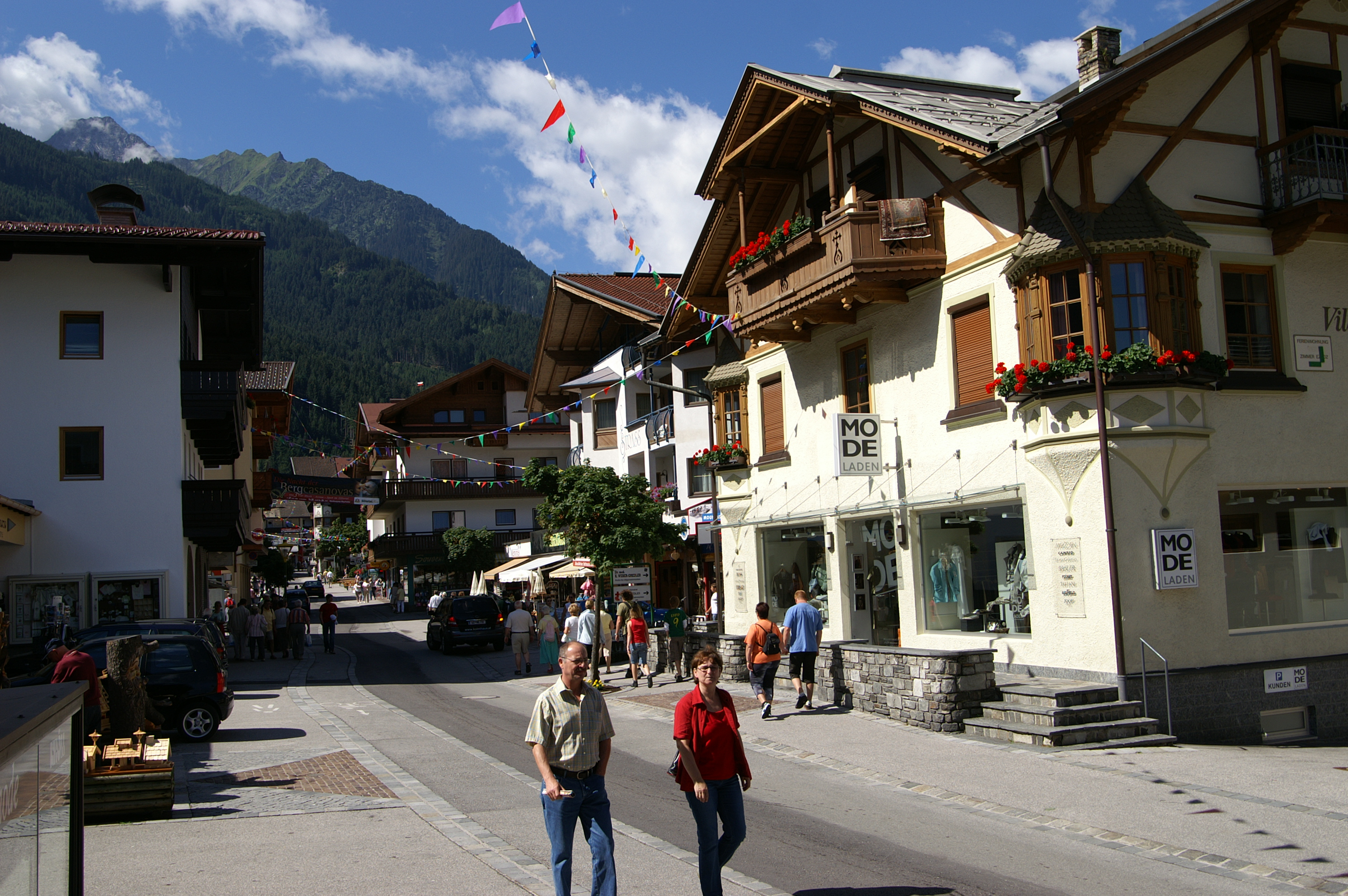
Principal rua em Mayrhofen
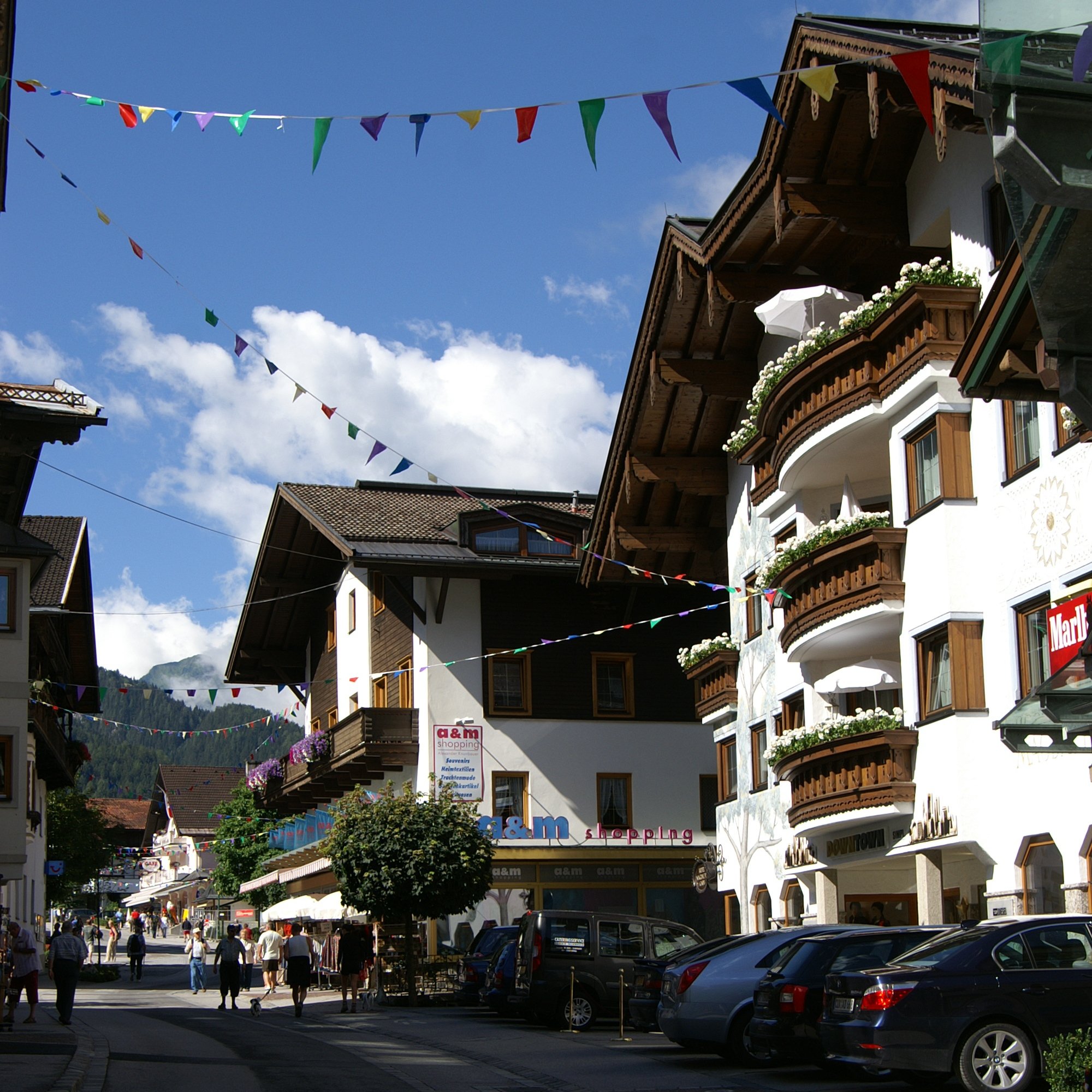
Principal rua de Mayrhofen
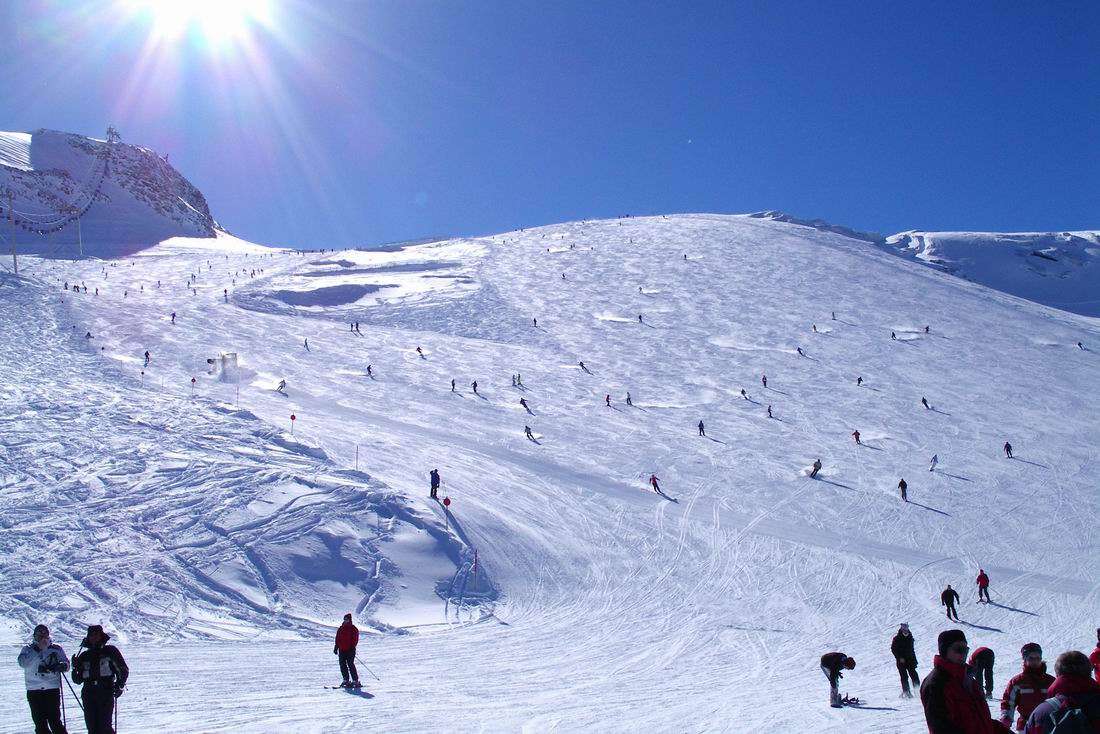
Geleira Hintertux
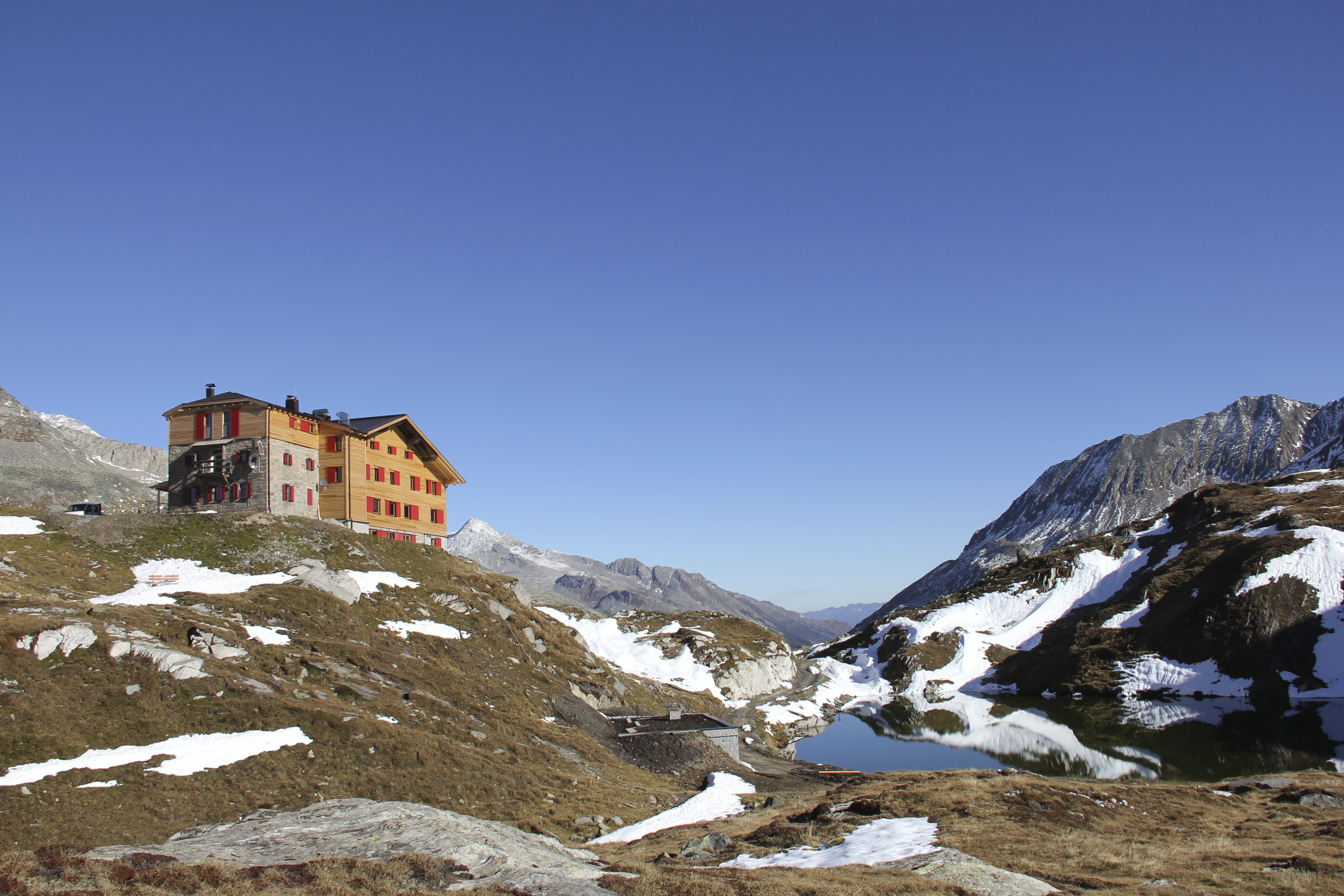
Pfitscherjochhaus e o Jochsee

## Links externos
- Site Zillertal (Summer)
- Site Zillertal (Winter)
- Escalada e boulder em Zillertal

1. ↑  «Zillertal». Encyclopedia of Austria. Consultado em 2 November 2013 Verifique data em: |acessodata= (ajuda)
2. ↑  Martin Bitschnau; Hannes Obermair (2009), Tiroler Urkundenbuch. II. Abteilung: Die Urkunden zur Geschichte des Inn-, Eisack- und Pustertals. Band 1: Bis zum Jahr 1140, ISBN 978-3-7030-0469-8 (em alemão), Universitätsverlag Wagner, pp. 80, no. 111